# Małe dzieci
Małe dzieci (ang. Little Children) – amerykański dramat filmowy z 2006 roku w reżyserii Todda Fielda. Otrzymał trzy nominacje do Oscara w kategorii najlepsza pierwszoplanowa rola kobieca (Kate Winslet), najlepsza drugoplanowa rola męska (Jackie Earle Haley) oraz najlepszy scenariusz adaptowany (Todd Field i Tom Perrotta).

## Obsada
- Kate Winslet – Sarah Pierce
- Patrick Wilson – Brad Adamson
- Jennifer Connelly – Kathy Adamson
- Gregg Edelman – Richard Pierce
- Sadie Goldstein – Lucy Pierce
- Ty Simpkins – Aaron Adamson
- Noah Emmerich – Larry Hedges
- Jackie Earle Haley – Ronnie J. McGorvey
- Phyllis Somerville – May McGorvey
- Helen Carey – Jean
- Chadwick Brown – Tony Corrente
- Raymond J. Barry – Bullhorn Bob
- Chance Kelly – Zawodnik
- Trini Alvarado – Theresa
- Sarah Buxton – Carla

## Opis fabuły
Film o smutku przedmieść – o lęku i frustracji, kryjącymi się za drzwiami zamożnych i schludnych domów. Tytułowymi dziećmi nie są, oczywiście, obecni w filmie mali chłopcy i dziewczynki, ale ich rodzice, którzy nie potrafią pozbyć się naiwnych iluzji. Tacy jak Sarah (Kate Winslet), wykształcona 30-latka, która porzuciła doktorat, aby poślubić starszego mężczyznę, i teraz tkwi w pułapce nieszczęśliwego małżeństwa. I tacy jak Brad (Patrick Wilson), złoty chłopiec, którego utrzymująca dom żona, dokumentalistka z telewizji, usiłuje nakłonić, by wreszcie zdał egzamin adwokacki. Jednak swą niezwykłość zawdzięcza trzeciemu bohaterowi: pedofilowi, który po wyroku osiadł na schludnym przedmieściu. W obu równolegle prowadzonych historiach Todd Field wykazuje się subtelnością i wrażliwością. Dużo tu psychologicznej przenikliwości i inteligentnego, sardonicznego poczucia humoru.

## Nagrody i nominacje
Amerykańska Akademia Sztuki i Wiedzy Filmowej
- nominacja w kategorii Najlepsza aktorka pierwszoplanowa – Kate Winslet
- nominacja w kategorii Najlepszy aktor drugoplanowy – Jackie Earle Haley
- nominacja w kategorii Najlepszy scenariusz adaptowany – Todd Field, Tom Perrotta

Hollywoodzkie Stowarzyszenie Prasy Zagranicznej – Złoty Glob
- nominacja w kategorii Najlepszy dramat
- nominacja w kategorii Najlepsza aktorka w dramacie – Kate Winslet
- nominacja w kategorii Najlepszy scenariusz – Todd Field, Tom Perrotta

Brytyjska Akademia Sztuk Filmowych i Telewizyjnych – BAFTA
- nominacja w kategorii Najlepsza aktorka pierwszoplanowa – Kate Winslet

Gildia Aktorów Filmowych – Aktor
- nominacja w kategorii Najlepsza aktorka w roli głównej – Kate Winslet
- nominacja w kategorii Najlepszy aktor w roli drugoplanowej – Jackie Earle Haley

Amerykańska Gildia Scenarzystów
- nominacja w kategorii Najlepszy scenariusz adaptowany – Todd Field, Tom Perrotta

Międzynarodowa Akademia Prasy – Satelita
- nominacja w kategorii Najlepszy dramat
- nominacja w kategorii Najlepszy aktor w dramacie – Patrick Wilson
- nominacja w kategorii Najlepsza aktorka w dramacie – Kate Winslet
- nominacja w kategorii Najlepszy scenariusz adaptowany – Todd Field, Tom Perrotta
- nominacja w kategorii Najlepsze wydanie DVD

Stowarzyszenie Nowojorskich Krytyków Filmowych – NYFCC
- wygrana w kategorii Najlepszy aktor drugoplanowy – Jackie Earle Haley